# Sint-Margriethospitaal
Het Sint-Margriethospitaal is een voormalig ziekenhuis in Schorisse in de Oost-Vlaamse gemeente Maarkedal.

## Geschiedenis
Circa 1416 werd een vrouwenklooster met hospitaal gesticht door Arnoud VI van Gavere en Isabella van Gistel, heer en vrouw van Schorisse. Het was eerst een Cisterciënzerinnenklooster en later een Augustinessenklooster, toegewijd aan Sint-Margriet. Van aanvang af was het een “gasthuis voor passanten”. Het klooster werd in 1798 afgeschaft en de gebouwen werden openbaar verkocht. Het overblijvende deel van het klooster werd gesplitst in twee woonhuizen. Nummer 8 was vroeger een café genaamd "In 't oud klooster" en nummer 10 is het geboortehuis van letterkundige Omer Wattez (1857-.1935). Aan de gevel hangt een bronzen gedenkplaat.